# Har Gobind Khorana
Har Gobind Khorana, známý též jako Hargobind Khorana (9. ledna 1922 Raipur – 9. listopadu 2011 Concord, Massachusetts) byl americký biochemik a genetik indického původu, nositel Nobelovy ceny za fyziologii a lékařství za rok 1968. Spolu s ním ji získali Marshall W. Nirenberg a Robert W. Holley. Cena byla udělena za vysvětlení procesu řízení syntézy proteinů v buňkách sekvencemi nukleotidů v nukleových kyselinách.
Har Gobind Khorana se narodil a vyrůstal v Indii, americké občanství získal v roce 1966. Působil především na Massachusettském technologickém institutu.